# Тавернеріо
Тавернеріо (італ. Tavernerio) — муніципалітет в Італії, у регіоні Ломбардія, провінція Комо.
Тавернеріо розташоване на відстані близько 510 км на північний захід від Рима, 38 км на північ від Мілана, 6 км на схід від Комо.
Населення — 5789 осіб (2014).
Щорічний фестиваль відбувається 11 листопада. Покровитель — святий Мартин Турський.

## Демографія
Населення за роками:

Станом на 1 січня 2023 року в муніципалітеті офіційно проживало 397 іноземців з 48 країн, серед них 75 громадян країн Євросоюзу та 28 громадян України.

## Сусідні муніципалітети
- Альбезе-кон-Кассано
- Комо
- Фаджето-Ларіо
- Ліпомо
- Монторфано
- Торно